# يوهان كريستيان فيشر
يوهان كريستيان فيشر (بالألمانية: Johann Christian Fischer)‏ هو ملحن ألماني، ولد في 1733 في فرايبورغ في ألمانيا، وتوفي في 29 أبريل 1800 في لندن في المملكة المتحدة.

## وصلات خارجية
- يوهان كريستيان فيشر على موقع ميوزك برينز (الإنجليزية)
- يوهان كريستيان فيشر على موقع ديسكوغز (الإنجليزية)